# Isla Los Potros
Isla Los Potros är en ö i Mexiko. Den ligger i delstaten Tamaulipas, i den nordöstra delen av landet. Arean är 0,76 kvadratkilometer.